# Т-34М
Т-34М (також, А-43) — проєкт радянського середнього танка періоду Другої світової війни.

## Указ Раднаркому
1. Затвердити Наркомсредмашу на 1941 план виробництва:
а) танків Т-34 в кількості 2800 штук, в тому числі по заводу № 183–1800 штук і по СТЗ — 1000 штук.
2. Зобов'язати Наркомсредмаша, т. Малишева та директора заводу № 183 т. Максарєва внести в танки Т-34 такі поліпшення:
а) збільшити товщину броні башти та переднього лобового листа корпусу до 60 мм;
б) встановити торсіонну підвіску;
в) розширити погон башти до розміру не менше 1600 мм і встановити командирську башточку з круговим оглядом;
г) встановити бортові листи корпусу танка вертикально, з товщиною броні відповідно 40 мм броні при куті нахилу 45".
3. Встановити повну бойову вагу поліпшеного танка Т-34 — 27,5 тонни.
4. Зобов'язати Наркомсредмаша т. Малишева та директора заводу № 183 т. Максарєва забезпечити в 1941 р. випуск 500 штук поліпшених танків Т-34 в рахунок програми, встановленої цією постановою.

## Доопрацювання
Поступив указ про необхідність установки планетарної передачі, а також заміни зварної башти на зварну башту з штампованих частин (або литу), товщиною лобу і бортів 50 мм. Крім цього, повинні бути виключені гнуті надкрилки бортів.

## Підготовка до запуску в серію
Були виготовлені 5 корпусів і 3 штампованно-зварних башт, але через затримки з виробництвом та доставкою двигуна В-5 і планетарної КПП танки так і не були передані військам. 22 червня почалася Німецько-радянська війна та завод № 183 був евакуйований в Нижній Тагіл. Роботи над танком продовжені були.

## А-43/Т-34М в комп'ютерних іграх
Представлений в альтернативній гілці СТ як танк 6 рівня в MMO-грі World of tanks.